# Giulia Aprile
Giulia Aprile (* 11. Oktober 1995 in Augusta) ist eine italienische Leichtathletin, die im Mittel- und Langstreckenlauf an den Start geht.

## Sportliche Laufbahn
Erste internationale Erfahrungen sammelte Giulia Aprile im Jahr 2014, als sie bei den Juniorenweltmeisterschaften in Eugene im 1500-Meter-Lauf mit 4:29,43 min in der ersten Runde ausschied. Im Jahr darauf erreichte sie bei den U23-Europameisterschaften im estnischen Tallinn nach 4:35,46 min den 13. Platz und 2017 wurde sie bei den U23-Europameisterschaften in Bydgoszcz in 4:21,64 min Siebte. Zuvor erreichte sie bei den  Crosslauf-Weltmeisterschaften in Kampala in 25:14 min den neunten Platz in der Mixed-Staffel. 2021 startete sie bei den Halleneuropameisterschaften in Toruń im 3000-Meter-Lauf und verpasste dort mit 9:17,66 min den Finaleinzug und 2024 schied sie bei den Hallenweltmeisterschaften in Glasgow mit 4:20,21 min im Vorlauf über 1500 Meter aus.
In den Jahren 2017 und 2018 wurde Aprile italienische Meisterin im 1500-Meter-Lauf im Freien sowie 2017 und 2019 und 2022 und 2024 auch in der Halle. Zudem wurde sie 2021 Hallenmeisterin über 3000 Meter.

## Persönliche Bestleistungen
- 1500 Meter: 4:07,32 min, 21. Januar 2024 in Luxemburg
- Meile: 4:33,84 min, 17. Februar 2022 in Liévin
- 3000 Meter: 9:07,98 min, 7. Februar 2024 in Mondeville
- 5000 Meter: 15:39,60 min, 24. Juni 2023 in Carquefou